# 脱亜思想
脱亜思想（だつあしそう）とは、アジアから脱却しようとする思想のこと。

## 国語国字論争
中華文明から脱却し西洋文明に入るために漢字を廃止するアイデアに関して国語国字論争が起こった。例えば、1866年（慶応2年）に前島密は漢字を廃止し平仮名だけで日本語を表記する建白書『漢字御廃止之議』を徳川慶喜に上申したとされる。また、西周は1874年（明治7年）に『明六雑誌』創刊号に掲載した「洋字ヲ以テ国語ヲ書スルノ論」において、「洋字」、すなわちアルファベットを用いたローマ字で日本語を表記すべきと主張した。森有礼は国語英語化を主張した。

## 福澤諭吉
脱亜思想を示した著作としては、福澤諭吉の『学問のすゝめ』や『文明論之概略』などが代表的である。
福澤諭吉は『福翁百話』の第34話「半信半疑は不可なり」において、次のように脱亜思想を説明している。
「脱亜思想」と「脱亜論」とは混同されがちであるが、「脱亜思想」は一般的な思想の名前であり、「脱亜論」は新聞『時事新報』の社説の名前であることから、慶応大学出身者の平山洋は福澤を擁護する点から両者を区別して扱う必要があるとした。
慶応大学院出身者の的場昭弘は福澤について「福澤が、アジア人に文明を学び西欧人に抗する気概を持ってほしいと願う点で、たんなるアジア蔑視論者ではない」としつつ「日本人のアジア蔑視論の淵源に属するといってよい」ことを指摘。そして脱亜入欧については、アジアの隆盛の昨今では西欧からもアジアからも孤立し、さらにアジアで唯一の経済的先進国となった日本が、また突然、成長と発展に逆噴射し、失われた30年を経て衰退し続けることになったことは「容易には理解しがたい謎の行動」とした。